# Sesquiterpene
I sesquiterpeni sono una classe di terpeni costituiti da tre unità isopreniche, aventi formula bruta C15H24. I sesquiterpeni possono essere lineari (aciclici) o contenere anelli (ciclici). Quando i sesquiterpeni sono modificati con reazioni tali da portare alla formazione di gruppi funzionali contenenti atomi diversi dal carbonio, come gruppi idrossilici, carbonilici o contenenti azoto, vengono chiamati sesquiterpenoidi. Molti autori con il termine sesquiterpene indicano anche i vari sesquiterpenoidi.
I sesquiterpeni si trovano in natura in piante e insetti come semiochimici con funzioni di difesa o feromoni.

## Biosintesi
La biosintesi dei monoterpeni ha origine dalla reazione tra isopentenil pirofosfato (IPP) e dimetilallil pirofosfato (DMAPP) per formare geranil pirofosfato. Il geranil pirofosfato può reagire ulteriormente con l'isopentenil pirofosfato formando il farnesil pirofosfato che è il composto a 15 atomi di carbonio precursore di tutti i sesquiterpeni come, ad esempio, il farnesene, da cui per ossidazione si ha il corrispondente sesquiterpenoide, il farnesolo.

Farnesil pirofosfato